# Hihja
Hihja (arab. ههيا) – miasto w Egipcie, w muhafazie Asz-Szarkijja. W 2006 roku liczyło 44 465 mieszkańców.